# Otto Wittgen
Otto Wittgen (* 6. August 1881 in Neunkirchen (Westerwald); † 31. Januar 1941 in Koblenz) war ein deutscher Politiker (NSDAP) und von 1933 bis 1939 der erste protestantische Oberbürgermeister von Koblenz.

## Leben und Beruf
Wittgen studierte in Frankfurt am Main und in Berlin Rechts- und Staatswissenschaften sowie von 1900 bis 1902 Maschinenbau an der Technischen Hochschule Hannover, wo er Mitglied des Polytechnischen Gesangvereins war, der späteren Turnerschaft Hansea Hannover. Danach ging er als Assessor nach Hirschberg, Hannover und Itzehoe. Nach der Teilnahme am Ersten Weltkrieg als Soldat, arbeitete er bei den Bezirksregierungen von Düsseldorf und Wiesbaden. Seit 1924 war er als Regierungs- und Gewerberat bei der Bezirksregierung in Koblenz angestellt. Daneben war er zudem Vorsitzender des im August 1932 gegründeten Vereins zur Umschulung freiwilliger Arbeitskräfte e. V. auf der Karthause, einem Vorläufer des späteren Reichsarbeitsdienstes.

## Wirken als Koblenzer Oberbürgermeister
Seit 1932 war die NSDAP im Koblenzer Stadtrat mit 19 von 34 Mandaten vertreten. Nach der Machtergreifung und der Absetzung von Oberbürgermeister Hugo Rosendahl am 8. März 1933 durch Karl Carius wurde Wittgen vom preußischen Innenminister Hermann Göring am 16. März 1933 als kommissarischer Oberbürgermeister eingesetzt. Am 4. August 1933 wurde er für die nächsten zwölf Jahre zum ersten protestantischen Oberbürgermeister von Koblenz gewählt. Zuvor wurden politische Gegner aus Stadtrat und Stadtverwaltung entfernt.
Nur kurze Zeit nach der Amtsübernahme fanden am 1. April 1933 bereits die ersten Hetz- und Boykottaktionen gegen jüdische Mitbürger in Koblenz statt. Die Koblenzer Polizei und Gestapo führten eine Reihe von Razzien gegen SPD- und KPD-Mitglieder durch, auch Pfarrer waren Repressionen ausgesetzt. Adolf Hitler wurde am 31. August 1934 die „Ehrenbürgerwürde“ der Stadt Koblenz verliehen, die seit 1931 Hauptstadt des „Gau Koblenz-Trier“ (ab 1941 „Gau Moselland“) unter Gauleiter Gustav Simon war. Ein Höhepunkt der Judenverfolgung war die Reichspogromnacht 1938, bei der in Koblenz die Synagoge im Bürresheimer Hof am Florinsmarkt beschädigt und die Inneneinrichtung vernichtet wurde. Wohnungen und Geschäfte von Juden wurden zerstört und zahlreiche Juden misshandelt.
In Wittgens Amtszeit fiel ferner die Einweihung der Adolf-Hitler-Brücke (1934), der Bau des Stadions auf dem Oberwerth (1935), der Bau einer Thingstätte vor dem Kurfürstlichen Schloss (1935), die deutsche Rheinlandbesetzung (1936) sowie die Eingemeindung nach Koblenz von Metternich, Ehrenbreitstein, Pfaffendorf, Horchheim, Neudorf und Niederberg (1937). Ziel war es, die Gauhauptstadt Koblenz zur Großstadt zu machen. Dieses gelang aber nicht, denn die Einwohnerzahl stieg nur von 65.257 (1933) auf 91.098 (1939).
Mit Bau von Kasernen nach der Rheinlandbesetzung, Koblenz wurde wieder Garnisonsstadt, und der Beteiligung Koblenzer Firmen am Bau von Autobahnen und des Westwalls kam es zu einem wirtschaftlichen Aufschwung in Koblenz. Der Reichsarbeitsdienst unter Konstantin Hierl ließ sich in Koblenz nieder und machte Wittgen zum Ehrenführer. Im Gegenzug wurde Hierl zum „Ehrenbürger“ der Stadt Koblenz ernannt.
Auf Drängen des Oberpräsidenten der Rheinprovinz Josef Terboven und von Gauleiter Gustav Simon musste Oberbürgermeister Wittgen am 20. März 1939 vorzeitig in den Ruhestand treten, weil man mit seiner Amtsführung unzufrieden war. Die NSDAP bestimmte Theodor Habicht zu seinem Nachfolger. Wittgen starb bereits zwei Jahre später in Koblenz und wurde auf dem Hauptfriedhof begraben.